# Фактор свёртывания крови V

Фактор свёртывания крови (Проакцелерин) — растворимый белок ß—глобулин. Играет важную роль в процессах свёртывания крови. Образуется в печени, но в отличие от других факторов печени протромбинового комплекса (II, VII, и X) не зависит от витамина K. В отличие от других факторов свёртывания является не проферментом, а молекулой, которая необходима для того, чтобы фактор Xa перевёл протромбин в тромбин путём протеолитического расщепления.